# Бојси Сити (Оклахома)
Бојси Сити (енгл. Boise City) град је у америчкој савезној држави Оклахома.

## Демографија
По попису из 2010. године број становника је 1.266, што је 217 (-14,6%) становника мање него 2000. године.
| Група             | 2000.         | 2010.       |
| Белци             | 1.111 (74,9%) | 882 (69,7%) |
| Афроамериканци    | 3 (0,2%)      | 2 (0,2%)    |
| Азијати           | 4 (0,3%)      | 2 (0,2%)    |
| Хиспаноамериканци | 312 (21,0%)   | 358 (28,3%) |
| Укупно            | 1.483         | 1.266       |